# Takanori Nishikawa
Takanori Nishikawa (西川貴教?, Nishikawa Takanori; Yasu, 19 settembre 1970) è un cantante, attore teatrale, stilista, doppiatore e produttore discografico giapponese.
Ha iniziato a cantare all'inizio degli anni 1990 con il gruppo Luis-Mary, facendosi chiamare Haine. Ha lasciato il gruppo nel 1994.
Successivamente, prodotto da Daisuke Asakura, ha iniziato il suo progetto solista denominandolo T.M.Revolution (Takanori Makes Revolution). Nel maggio 1996 ha debuttato con il singolo Dokusai – monopolize –.
All'inizio del 1997 ha iniziato a lavorare come membro dello staff di All night Nippon un programma radiofonico.
Nel 1999 ha modificato il suo nome d'arte, diventando The End of Genesis T.M.R.evolution Turbo Type D. Sotto questo nome ha pubblicato un album e tre singoli. In questa fase Daisuke Asakura era spesso presente sullo schermo, sulle copertine, nei programmi tv, ecc. insieme a lui.
Il 2 aprile 1999 si è sposato con Yumi Yoshimura (cantante del duo Puffy AmiYumi insieme ad Ami Ōnuki).
Nel 2000 ha celebrato il suo quinto anniversario ed è tornato al nome originale.
Per la prima volta ha recitato in un dorama intitolato Beautiful Life al fianco di Takuya Kimura.
Nel 2002, Takanori e Yumi si sono separati, per poi divorziare ufficialmente nel giugno del 2003.
Il direttore di Gundam Seed Fukuda lo ha aiutato per il suo ritorno, proponendogli di usare la canzone “INVOKE” come sigla dell'anime. Inoltre Takanori ha avuto anche un ruolo come doppiatore in Gundam Seed interpretando Miguel Aiman, è stata la prima volta che un cantante ha doppiato un personaggio di questa serie che vanta 23 anni di storia.
Nell'agosto del 2003 gli è stato chiesto di andare all'Otakon a Baltimora, dove ha cantato di fronte a 5,000 persone. È stata la prima volta che ha cantato in America. Intanto ha iniziato a disegnare vestiti, lanciando la sua linea personale: Defröck.
Nel maggio 2004 è tornato in America, ad Anaheim in California per esibirsi al Pacific Media Expo.
Da aprile 2005 è uno dei presentatori di Pop Jam.
Alcune delle sue canzoni, leggendo solo le iniziali, diventano TMR, come: “Timeless Mobius Rover”, “Tide Moon River”, “Trace Millennium Road”, “True Merry Rings”, “Tomorrow Meets Resistance”, “Twinkle Million Rendezvous” e “Tears Macerate Reason”.

## Discografia

### Album
- 1996 - MAKES REVOLUTION
- 1997 - restoration LEVEL➝3
- 1998 - triple joker
- 1999 - the force
- 2000 - progress
- 2003 - coordinate
- 2004 - SEVENTH HEAVEN
- 2005 - vertical infinity
- 2011 - CLOUD NINE
- 2015 - 天 (Ten)

### Singoli
- 1995 - BLACK OR WHITE? [come Daisuke Asakura expd. Takanori Nishikawa]
- 1996 - 独裁 -monopolize- (Dokusai -monopolize-)
- 1996 - 臍淑女 -ヴィーナス- (Hesoshukujo -Venus-)
- 1996 - HEART OF SWORD ～夜明け前～ (HEART OF SWORD ~Yoake Mae~)
- 1997 - LEVEL 4
- 1997 - HIGH PRESSURE
- 1997 - WHITE BREATH
- 1998 - 蒼い霹靂 (Aoi Hekireki)
- 1998 - HOT LIMIT
- 1998 - THUNDERBIRD
- 1998 - Burnin' X'Mas
- 1999 - WILD RUSH
- 2000 - BLACK OR WHITE? version 3
- 2000 - HEAT CAPACITY
- 2000 - 魔弾 ～Der Freischütz～/Love Saver (Madan ～Der Freischütz～/Love Saver)
- 2001 - BOARDING
- 2002 - Out of Orbit ~Triple ZERO~
- 2002 - INVOKE
- 2004 - Albireo
- 2004 - Web of Night
- 2004 - ignited
- 2005 - vestige
- 2008 - resonance
- 2009 - Naked arms/SWORD SUMMIT
- 2010 - Save The One, Save The All
- 2011 - FLAGS
- 2014 - 突キ破レル -Time to SMASH!
- 2014 - Phantom Pain
- 2015 - DOUBLE-DEAL
- 2016 - Committed RED/Inherit the Force
- 2016 - RAIMEI

### Raccolte
- 2000 - DISCORdanza: Try My Remix ~Single Collections~ [remix album]
- 2002 - B☆E☆S☆T
- 2006 - UNDER:COVER [“Request self-cover best album”]
- 2006 - 1000000000000 [10th anniversary compilation]

### VHS
- 1996 - MAKES REVOLUTION
- 1996 - LIVE REVOLUTION 1 -MAKES REVOLUTION-
- 1997 - restoration LEVEL➝3
- 1997 - LIVE REVOLUTION 2 -restoration LEVEL➝3-
- 1998 - triple joker
- 1998 - LIVE REVOLUTION 3 -KING OF JOKER-
- 1999 - the force
- 1999 - LIVE REVOLUTION 4 -THE FORCE-
- 2001 - 0001

### DVD
- 2001 - The Summary -summarize 1-
- 2001 - The Summary -summarize 2-
- 2001 - The Summary -summarize 3-
- 2001 - The Summary -summarize 4-
- 2002 - SUMMER CRUSH
- 2003 - SONIC WARP the Visual Fields
- 2005 - SEVENTH HEAVEN LIVE REVOLUTION '04
- 2006 - 1000000000000
- 2007 - T.M.R. Live Revolution '06 -Under: Cover-

### Soundtrack
- 1997 - Rurouni Kenshin Original Soundtrack 3
- 1998 - Rurouni Kenshin Best Theme Collection
- 2003 - Mobile Suit Gundam SEED Suit CD, Volume 4: Miguel Ayman × Nicol Amarfi
- 2003 - Mobile Suit Gundam SEED Original Soundtrack 3
- 2004 - Mobile Suit Gundam SEED Complete Best
- 2004 - Spider-Man 2 Original Soundtrack [Japanese release]
- 2004 - Mobile Suit Gundam SEED Original Soundtrack 4
- 2006 - Mobile Suit Gundam SEED Destiny Complete Best Dash

### Various artist compilations
- 2000 - DAynamite Mix Juice 1 ~You know beat?~
- 2003 - JPop CD
- 2005 - a-nation '05 BEST HIT SELECTION

### Cover
- 2001 - THE MODS TRIBUTE ~SO WHAT!!~ ➝ “JUST SAY FUCK NO” [come Takanori Nishikawa]
- 2006 - Lif-e-Motions ➝ Cover di “Silver and Gold dance” dei TRF